# Adam Sudoł (politolog)

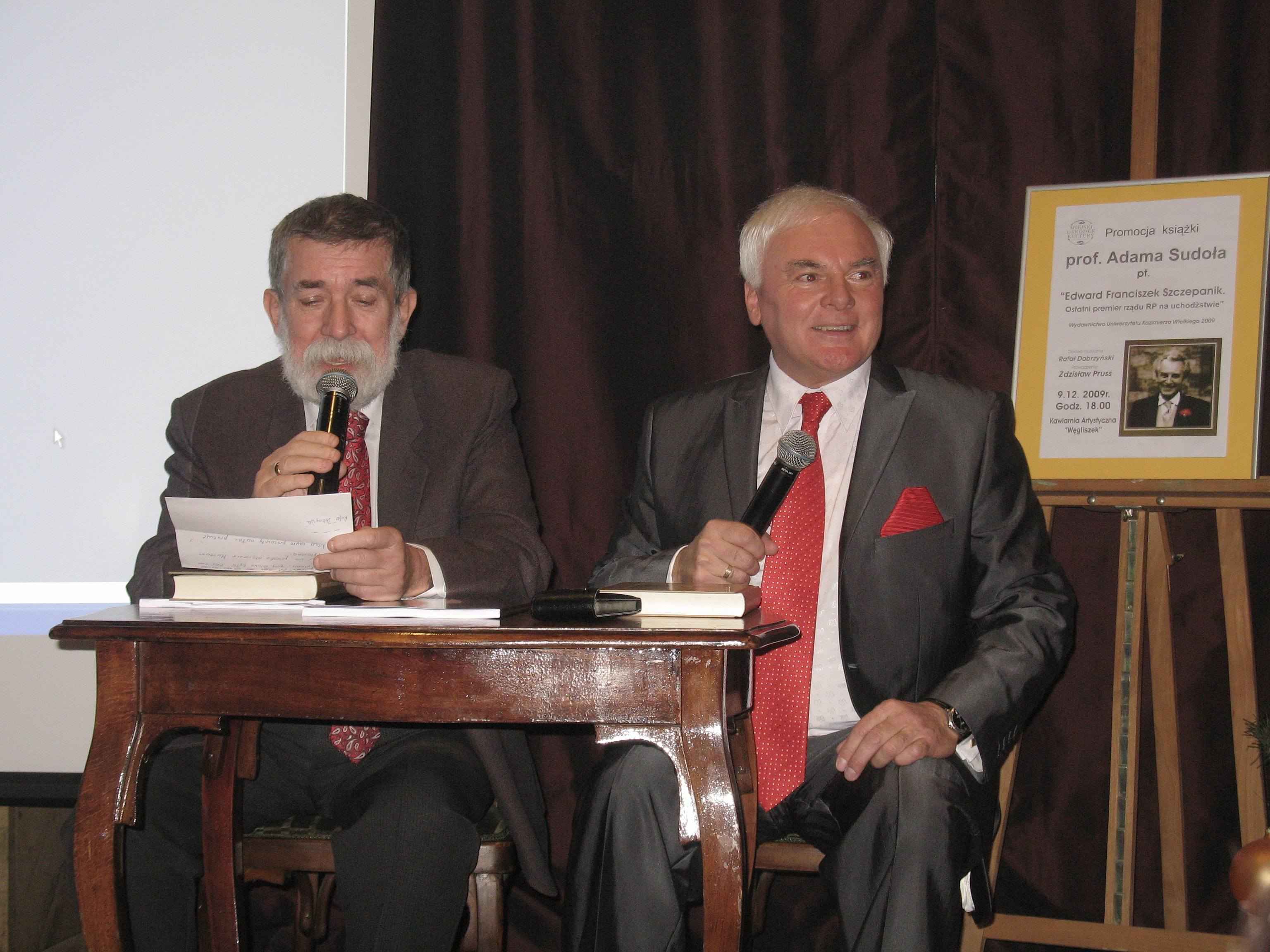
Zdzisław Pruss oraz profesor Adam Sudoł w czasie spotkania autorskiego z okazji promocji książki o Edwardzie Szczepaniku

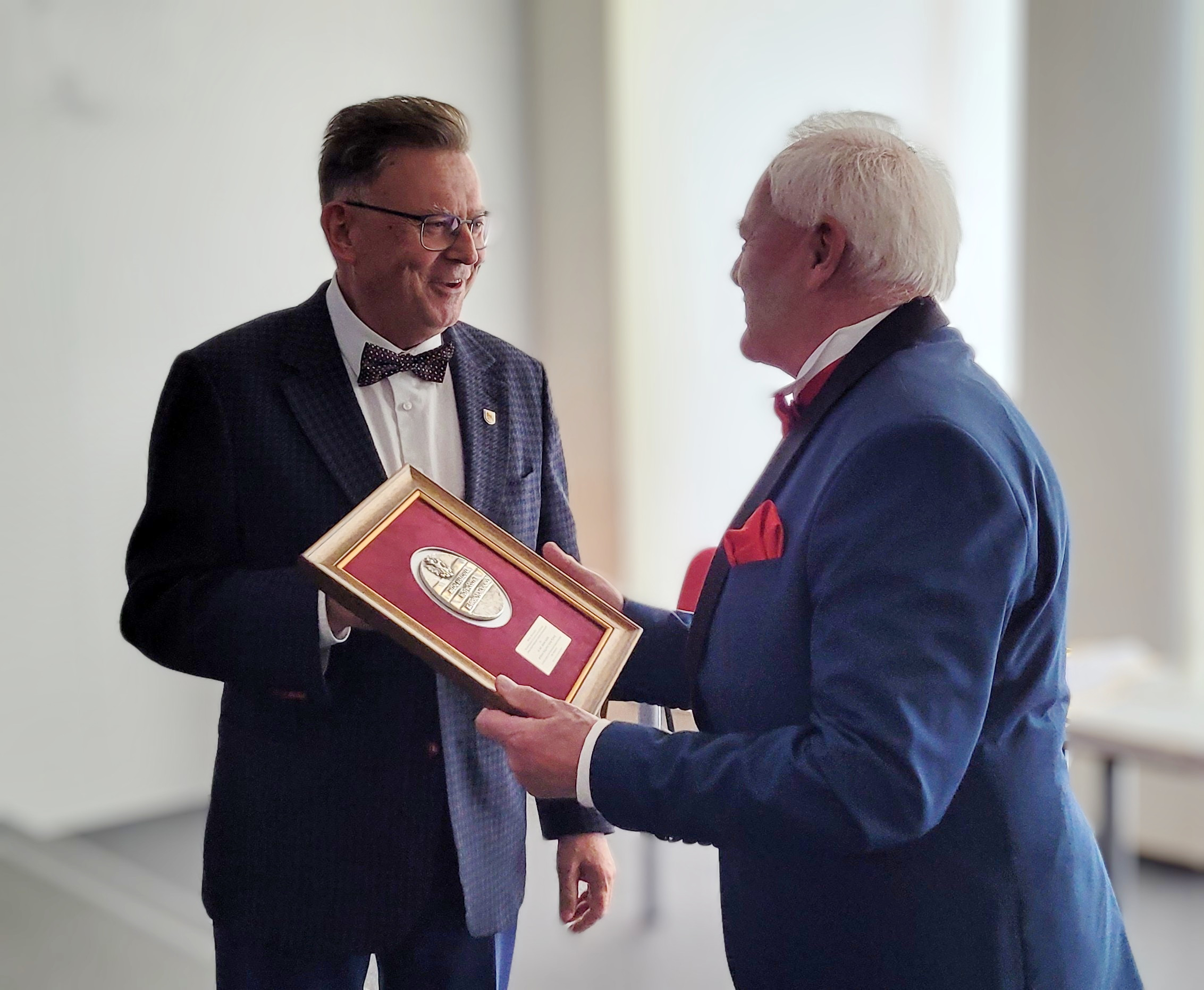
Z. Ostrowski wręczający profesorowi A.Sudołowi Medal Marszałka Województwa Kujawsko-Pomorskiego w 2023 r.

Adam Ryszard Sudoł (ur. 7 lipca 1947) w Dębowej Łące k. Torunia, historyk, politolog. 
Absolwent liceum pedagogicznego, studium nauczycielskiego oraz Uniwersytetu Mikołaja Kopernika w Toruniu. Magister historii (1977 r.), doktorat w zakresie historii, stosunków międzynarodowych i dyplomacji (1981 r.), habilitacja (1987 r.) profesor nadzwyczajny (1990 r.), tytuł profesora (1999 r.) nadany przez Akademio Internacia de la Sciencoj (AIS)) – dr hab. profesor Uniwersytetu Kazimierza Wielkiego w Bydgoszczy,  Długoletni nauczyciel i dyrektor szkół toruńskich. Zasiada we władzach Bydgoskiej Szkoły Wyższej.
Historyk służby zagranicznej i Polonii, pomysłodawca, założyciel i inicjator utworzenia, oraz wieloletni dyrektor jedynego w kraju i – jak się później okazało – także na świecie, Muzeum Dyplomacji i Uchodźstwa Polskiego w Bydgoszczy przy UKW. W 2008 r. powołano w ramach Muzeum Ośrodek Badań i Dokumentacji Polskiej Służby Konsularnej oraz Stowarzyszenie „Pro Diplomatio” przy Uniwersytecie Kazimierza Wielkiego w Bydgoszczy, Honorowy Kustosz Muzeum, Ambasador Kultury Włoskiej, wykładowca Międzynarodowego Studium Dyplomatycznego, autor wielu publikacji związanych z polską służbą dyplomatyczną i konsularną oraz Polonią. Pomysłodawca, organizator krajowych i międzynarodowych konferencji naukowych, poświęconych służbie zagranicznej i Polonii. prezes Bydgoskiego Towarzystwa Naukowego (1998-2001) i Towarzystwa Polsko-Włoskiego (2002-2003), wiceprezes Fundacji Polsko-Amerykańskiej, członek (i były wiceprezes) Rady Naukowej Światowej Rady Badań nad Polonią, członek Polskiego Towarzystwa Historycznego i Kapituły Nagrody za wybitne osiągnięcia polonijne.  Przewodniczący na szczeblu woj. kujawsko-pomorskiego Ogólnopolskiej Olimpiady Historycznej Losy Polaków po 17 września 1939 r. Współorganizator międzynarodowych konferencji naukowych i spotkań przedstawicieli emigracji z całego świata.  
Wypromował dziewięciu doktorów i ponad 500 magistrów.
Autor m.in. książek: Jak Polska nie mogła być Polską. Kulisy IV rozbioru (1993), Początki sowietyzacji Kresów Wschodnich (1997), Sowietyzacja Kresów Wschodnich (red.) (1998), Karol Poznański – ostatni konsul generalny II Rzeczypospolitej (1998), współredaktor „Rocznika Polonii”. Napisał kilkadziesiąt artykułów naukowych oraz referatów na konferencje krajowe i zagraniczne, a także szereg haseł do monumentalnego dzieła w pięciu tomach - Encyklopedii polskiej emigracji i Polonii, t. I-V (2000-2005) pod red. Kazimierza Dopierały.

## Odznaczenia
- Brązowy Krzyż Zasługi, nr legitymacji: 222-85-8, data nadania: 30.01.1985
- Srebrny Krzyż Zasługi, nr legitymacji: 105-97-52, data nadania: 20.06.1997
- Medal POLONIA TECHNICA nadany przez Stowarzyszenie Inżynierów i Techników Polskich W USA, Nowy Jork, 20.10.2001 r.
- Medal Komisji Edukacji Narodowej (2009)[7]
- Odznaka Honorowa „Bene Merito” (2014)[8]
- Odznaka Missio Reconciliationis 13 listopada 2015[9]
- Medal Prezydenta Miasta Bydgoszczy z dnia 22.06.2023 (nr 2015/M/2023)
- Medal Honorowy Uniwersytetu Kazimierza Wielkiego CASIMIRUS MAGNUS nadany decyzją nr 056/2023 z dnia 22.06.2023
- Medal Marszałka Województwa Kujawsko-Pomorskiego „Unitas Duras Palatinatus Cuiaviano-Pomeraniensis" z dnia 22.06.2023